# كاثرين ماكغراث
كاثرين ماكغراث (بالإنجليزية: Katherine McGrath)‏ هي مغنية أمريكية، ولدت في 11 ديسمبر 1944 في وينتشتر ‏ في الولايات المتحدة، وتوفيت في 17 مارس 2018.

## وصلات خارجية
- كاثرين ماكغراث على موقع IMDb (الإنجليزية)
- كاثرين ماكغراث على موقع قاعدة بيانات برودواي على الإنترنت (الإنجليزية)